# Lycodes jugoricus
Lycodes jugoricus és una espècie de peix de la família dels zoàrcids i de l'ordre dels perciformes.

## Morfologia
- Els mascles poden assolir 21,1 cm de longitud total.[4][5]

## Alimentació
Menja isòpodes, bivalves i poliquets.

## Hàbitat
És un peix marí, de clima temperat i demersal que viu entre 9-90 m de fondària.

## Distribució geogràfica
Es troba als Estats Units (incloent-hi Alaska), el Canadà i Rússia.

## Costums
És bentònic.

## Observacions
És inofensiu per als humans.